# Chiang Rai United Football Club
Chiang Rai United Football Club (em tailandês:  เชียงราย ยูไนเต็)  é um clube de futebol profissional da cidade de Chiang Rai na Província de Chiang Rai na Tailândia que joga no Campeonato Tailandês de Futebol. O clube é mais conhecido como The Beattles

## História
Primeiros Anos
Em 2009, o Chiangrai United juntou-se a federação de futebol tailandês e começou no 3º nível, 2009 Regional League Division 2 Northern Region. O Chiangrai saiu por cima no final da temporada regular da liga, conquistando assim seu primeiro campeonato e também coroado como o primeiro vencedor da Regional League Northern Division.
Ao vencer o campeonato, Chiangrai entrou na Regional League Division 2 de 2009, uma mini-liga de final de temporada para todas as 5 equipes vencedoras do Regional League Division 2, e terminou como vice-campeã e promovida à  Thai Division 1 League.
Segunda Divisão e Acesso ao Campeonato Tailândes
Em 2010, o clube terminou em 3º na Thai Division 1 League e pela primeira vez promovido ao Campeonato Tailandês de Futebol.
O Chiangrai United abriu suas primeiras categorias de base em 2012.
Em 2016, o Chiangrai United fez um acordo com o Jarken Group para a marca forte e iniciou uma estratégia de marketing holística que incluiu o desenvolvimento de negócios e o fortalecimento das estruturas de gestão para promover uma imagem positiva do Chiangrai United Sports Passions como uma marca para tornar o Chiangrai United profissional e sustentável. A estratégia para este acordo é projetar para promover o Chaing Rai United para se tornar o clube de grande nome na Tailândia.
2017 & 2018 – Campeões da Thai FA Cup
Em 2017, o clube continuou a fazer acordos com patrocinadores para melhorar a imagem profissional do clube e atrair Tanaboon Kesarat. Eles também garantiram jogadores como: Vander Luiz, Felipe Azevedo e Henrique Silva.
Sob o comando do técnico brasileiro Alexandre Gama, os The Beetles foi vitorioso na final da Thai FA Cup de 2017 com o Bangkok United. Isso provou ser um caso de redenção para o Chiangrai ao ganhar o primeiro troféu da história do clube, três dias depois de perder para o Muangthong United na final da Copa da Liga.
Em 2018, o clube contratou Lee Yong-Rae e Bill.
Chiangrai derrotou o vice-campeão da Liga 1 de 2017, Bali United, por 3 a 2, em uma fase preliminar de qualificação 2 e perdeu para o vice-campeão chinês Shanghai SIPG por 1 a 0, em um play-off de qualificação para a fase de grupos da Liga dos Campeões da AFC.
Na final da Thai FA Cup de 2018, os The Beetles resistiram a certas coisas que o Buriram United, vencedor da Liga Tailandesa, poderia lançar contra eles no Estádio Supachalasai para registrar uma vitória por 3 a 2, um hat-trick de Bill.
2019 - Título do Campeonato Tailândes
Chiangrai derrotou os campeões da Liga Nacional de Mianmar de 2018, Yangon United, por 3 a 1 em uma fase de grupos da Liga dos Campeões da AFC; a partida terminou 0 a 0 após a prorrogação, com Chiangrai perdendo na disputa de pênaltis por 4 a 3 no Hiroshima Big Arch.
Em outubro de 2019, após o anúncio da nomeação de Ailton dos Santos Silva como novo treinador principal, os The Beetles venceram pela primeira vez a Thai League 1. Chiangrai United e Buriram United terminaram com 58 pontos idênticos em 30 partidas. No entanto, eles foram declarados vencedores da liga com base em um melhor histórico de confrontos diretos, Chiangrai empatou sem gols fora de casa no primeiro jogo em abril, depois goleou os gigantes do nordeste por 4 a 0 em casa em julho, O Chiangrai United é o terceiro a vencer a primeira divisão depois de Buriram e Muangthong desde que o principal torneio do país foi renovado em 2009.
A lateral é comentada para se sair bem na maioria dos grandes jogos, com compacidade e disciplina surgindo surpresas. Em vez de se preocuparem em manter a posse de bola, sufocavam os adversários com um repertório ensaiado de movimentos defensivos e de pressão, rematados com contra-ataques letais.

## Categorias de Base
Chiangrai United abriu suas primeiras categorias de base em 2012. O clube também fornece regularmente às equipes juvenis da Tailândia e ao time principal de Chiangrai talentos locais, como Ekanit Panya, Chotipat Poomkaew, Apirak Worawong, Pharadon Pattanapol, Sarawut Yodyinghathaikul e Thakdanai Jaihan. As academias de jovens de Chiangrai jogam no Campeonato Tailândes de Juniores.

## Patrocinadores
| Palco      | Material    | Principais patrocinadores |
| ---------- | ----------- | ------------------------- |
| 2018       | Puma        | Singha                    |
| 2019       | FBT         | Leo                       |
| 2020–Atual | Grand Sport | Leo                       |

## Estádio
A casa do Chiangrai United é o United Stadium of Chiangrai, que também é conhecido como Leo Chiangrai Stadium desde outubro de 2021 devido a compromissos de patrocínio. O estádio está situado na província de Chiang Rai, na Tailândia. O Estádio Leo Chiangrai fica perto do Aeroporto Internacional Mae Fah Luang e tem capacidade para 11.354 pessoas.

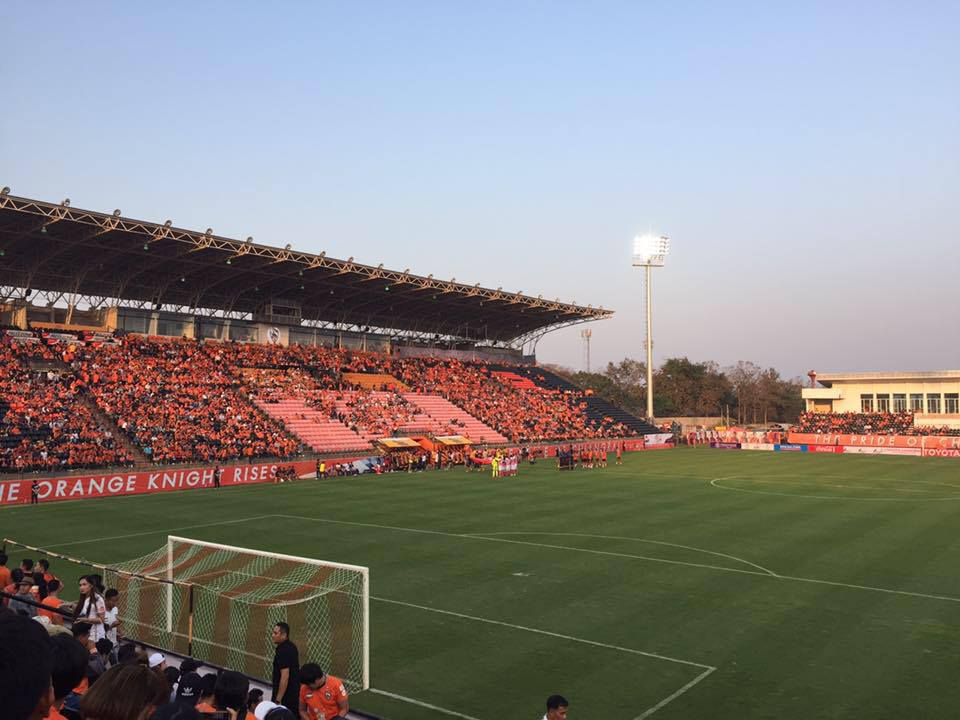
United Stadium of Chiangrai

## Elenco Atual
Nota: Bandeiras indicam equipe nacional, conforme definido pelas regras de elegibilidade da FIFA. Os jogadores podem ter mais de uma nacionalidade não-FIFA.
| N.º |               | Posição | Jogador               |
| --- | ------------- | ------- | --------------------- |
| 1   | Tailândia     | G       | Apirak Worawong       |
| 2   | Tailândia     | D       | Banphakit Phormmanee  |
| 3   | Tailândia     | D       | Tanasak Srisai        |
| 4   | Tailândia     | D       | Piyaphon Phanichakul  |
| 5   | Tailândia     | D       | Marco Ballini         |
| 6   | Tailândia     | M       | Settasit Suvannaseat  |
| 7   | Tailândia     | M       | Sanukran Thinjom      |
| 8   | Coreia do Sul | A       | Lee Seung-won         |
| 9   | Japão         | A       | Itsuki Enomoto        |
| 10  | Brasil        | M       | Dudu                  |
| 11  | Brasil        | A       | Carlos Iury           |
| 17  | Tailândia     | M       | Gionata Verzura       |
| 18  | Tailândia     | A       | Chinnawat Prachuabmon |

| N.º |               | Posição | Jogador               |
| --- | ------------- | ------- | --------------------- |
| 19  | Tailândia     | G       | Farus Patee           |
| 20  | Tailândia     | M       | Thakdanai Jaihan      |
| 21  | Tailândia     | M       | Suradis Pateh         |
| 22  | Coreia do Sul | D       | Sim Seung-hyeon       |
| 24  | Tailândia     | D       | Santipap Yaemsaen     |
| 27  | Tailândia     | M       | Apisorn Phumchat      |
| 28  | Brasil        | D       | Hélio                 |
| 29  | Tailândia     | M       | Atikun Mheetuam       |
| 32  | Tailândia     | M       | Montree Promsawat     |
| 37  | Tailândia     | D       | Arucha Phodong        |
| 40  | Tailândia     | A       | Chinnawat Prachuabmon |
| 50  | Tailândia     | M       | Ongsa Singthong       |
| 55  | Tailândia     | D       | Thanawat Pimyotha     |
| 91  | Tailândia     | A       | Akarawin Sawasdee     |
| 98  | Brasil        | M       | Gabriel Henrique      |

## Títulos
- Campeonato Tailandês de Futebol (1): 2019
- Segunda Divisão Tailandesa (1): 2010
- Regional League Northern Region (1): 2009

Copas
- Thai FA Cup (3): 2017, 2018 e 2020-21
- Thai League Cup (1): 2018
- Thailand Champions Cup (2): 2018 e 2020